# Colin Kaepernick
Colin Rand Kaepernick, född 3 november 1987 i Milwaukee i Wisconsin, är en amerikansk fotbollsspelare, quarterback som spelade för San Francisco 49ers i högsta ligan National Football League mellan åren 2011 och 2016, men som är kontraktslös efter det. Han spelade college football för University of Nevada i Reno och draftades till 49ers år 2011 som nummer 36 i andra omgången. Han började som avbytare till Alex Smith men blev ordinarie spelare 2012 efter att Alex Smith skadat sig.
Under det som blivit hans sista säsong valde Colin Kaepernick att inte stå under nationalsången, som traditionsenligt spelas inför varje match i NFL. Det var en aktion för att uppmärksamma kampanjen och organisationen Black Lives Matter, som vill synliggöra polisens våld mot svarta amerikaner. Först satt han kvar på bänken, men sedan stod han på ett knä, dels för att efterlikna ett av de sätt som soldater visar respekt för sina stupade kamrater och dels för att sådana aktioner tidigare genomförts av Martin Luther King och medborgarrättsrörelsen.
År 2018 prisades han med Ambassador of Conscience Award av Amnesty International för aktionen.